# Deadly Kitesurf
Deadly Kitesurf è un film del 2008 diretto da Antonio De Feo.

## Trama
Una vacanza in Kenya per un gruppo di appassionati di kitesurf (una tavola da surf trainata da un aquilone) si trasforma in un incubo dopo l'incontro con dei contrabbandieri francesi.

## Prima visione
In lingua italiana il film è stato trasmesso una sola volta su Rai 2 nella notte tra il 20 e il 21 giugno 2011.